# Gaspar Miró Noguera
Gaspar Miró Noguera (Campos, Mallorca, 1883 – febrer de 1936), conegut també com a “Mestre Gaspar Melero”, fou director de banda de música.
El seu període en actiu va tenir lloc abans de la Guerra Civil, durant la primera meitat del s. XX, època en què va dirigir dues bandes de música a Campos. La primera fou La Recreativa, que dirigí a partir del 1916 després de la mort del director precedent, José Amer. Més endavant, des de 1931 fins a la seva mort dirigí la Banda de Música d'El Centro o Cas Sant.
A més de director, segons Mn. Miquel Mas Ginard (2001), destacava com a intèrpret de clarinet, ja que a vegades feia de solista. També va arranjar diverses peces per a les bandes que dirigia.
El 2019, un conjunt de més de 1200 obres musicals d'estils musicals molt diversos que pertanyien a Miró, recopilades pel seu fill Bartomeu Miró Pizà, van ser estat cedides a l'Arxiu Històric Municipal de Campos (AHMC). Entre aquestes, a més de diferents peces de música ballable (jotes, polques, masurques), marxes, entre d'altres, s'hi conserven 20 partitures originals del compositor i director campaner Josep Amer Oliver (Campos, 1850-1916), conegut també com a Mestre Pep Gallego.